# 尖头唐竹
尖头唐竹（学名：Sinobambusa urens）为禾本科唐竹属下的一个种。

## 扩展阅读
- 維基物種上的相關：尖头唐竹